# Rotterdam Open 1990
Il Rotterdam Open 1990, conosciuto anche con il nome di ABN AMRO World Tennis Tournament 1990, è stato un torneo di tennis giocato sul sintetico indoor. È stata la 17ª edizione del Rotterdam Open, facente parte della categoria ATP World Series nell'ambito dell'ATP Tour 1990. Si è giocato all'Ahoy Rotterdam indoor sporting arena di Rotterdam in Olanda Meridionale,  dal 26 febbraio al 4 marzo 1990.

## Campioni

### Singolare
Brad Gilbert ha battuto in finale  Jonas Svensson con il punteggio di 6–1, 6–3

### Doppio
Leonardo Lavalle /  Jorge Lozano hanno battuto in finale  Diego Nargiso /  Nicolás Pereira con il punteggio di 6–3, 7–6